# Podmornice klase Kilo
Klasa Kilo je NATO oznaka za dizel-električne podmornice koje proizvodi Rusija. Izvorna inačica je nosila rusku oznaku Projekt 877 Paltus, no postoji i naprednija inačica ruske oznake Projekt 636 Varshavyanka. Klasu Kilo će naslijediti klasa Lada koja je s testiranjima započela 2005.
Glavna namjena Kila je protu-podmorničko i protu-brodsko djelovanje u relativno plitkim vodama. Za ovu klasu se smatra da je i jedna od najtiših dizel-električnih podmornica u svijetu.

## Naoružanje
- P-800 Oniks